# Enes spinosus
Enes spinosus är en skalbaggsart som beskrevs av Fisher 1925. Enes spinosus ingår i släktet Enes och familjen långhorningar.
Artens utbredningsområde är Filippinerna. Inga underarter finns listade i Catalogue of Life.